# سانچاری ویجای
سانچاری ویجای (انگلیسی: Sanchari Vijay؛ زادهٔ ۱۹۸۳) هنرپیشه اهل هند است. وی از سال ۲۰۰۷ میلادی تاکنون مشغول فعالیت بوده‌است.
وی سال ۲۰۱۴ برنده جایزه ملی فیلم بهترین بازیگر مرد شده‌است. او در فیلم در آشپزخانه شما بازی کرده‌است.